# Provinciale Wetgevende Macht van KwaZoeloe-Natal
De Provinciale Wetgevende Macht van KwaZoeloe-Natal (Engels: KwaZulu-Natal Provincial Legislature; Afrikaans: KwaZulu-Natalse provinsiale wetgever; Zoeloe: ISishayamthetho saKwaZulu-Natali) is de volksvertegenwoordiging van KwaZoeloe-Natal, een provincie van Zuid-Afrika.
De Provinciale Wetgevende Macht is een eenkamerparlement en wordt via algemeen kiesrecht gekozen en telt 80 zetels. Het parlement kiest uit haar midden de premier en het kabinet. Bij de verkiezingen van 2019 bleef het African National Congress (ANC) de grootste partij. De belangrijkste oppositiepartij is de Inkatha Freedom Party. Ntobeko Boyce van het ANC is voorzitter van de Provinciale Wetgevende Vergadering.
De Provinciale Wetgevende Macht is gehuisvest aan de 239 Langalibale Street in Pietermaritzburg.

## Zetelverdeling

Zetelverdeling na de verkiezingen van 2019

## Lijst van voorzitters
| Naam           | Begin termijn | Einde termijn | Partij |
| -------------- | ------------- | ------------- | ------ |
| Bonga Mdletshe | 1994          | 2004          | IFP    |
| Willies Mchunu | 2004          | 2009          | ANC    |
| Peggy Nkonyeni | 2009          | 2013          | ANC    |
| Lydia Johnson  | 2013          | 2019          | ANC    |
| Ntobeko Boyce  | 2019          | heden         | ANC    |